# Liste der Stolpersteine in Súdwest-Fryslân

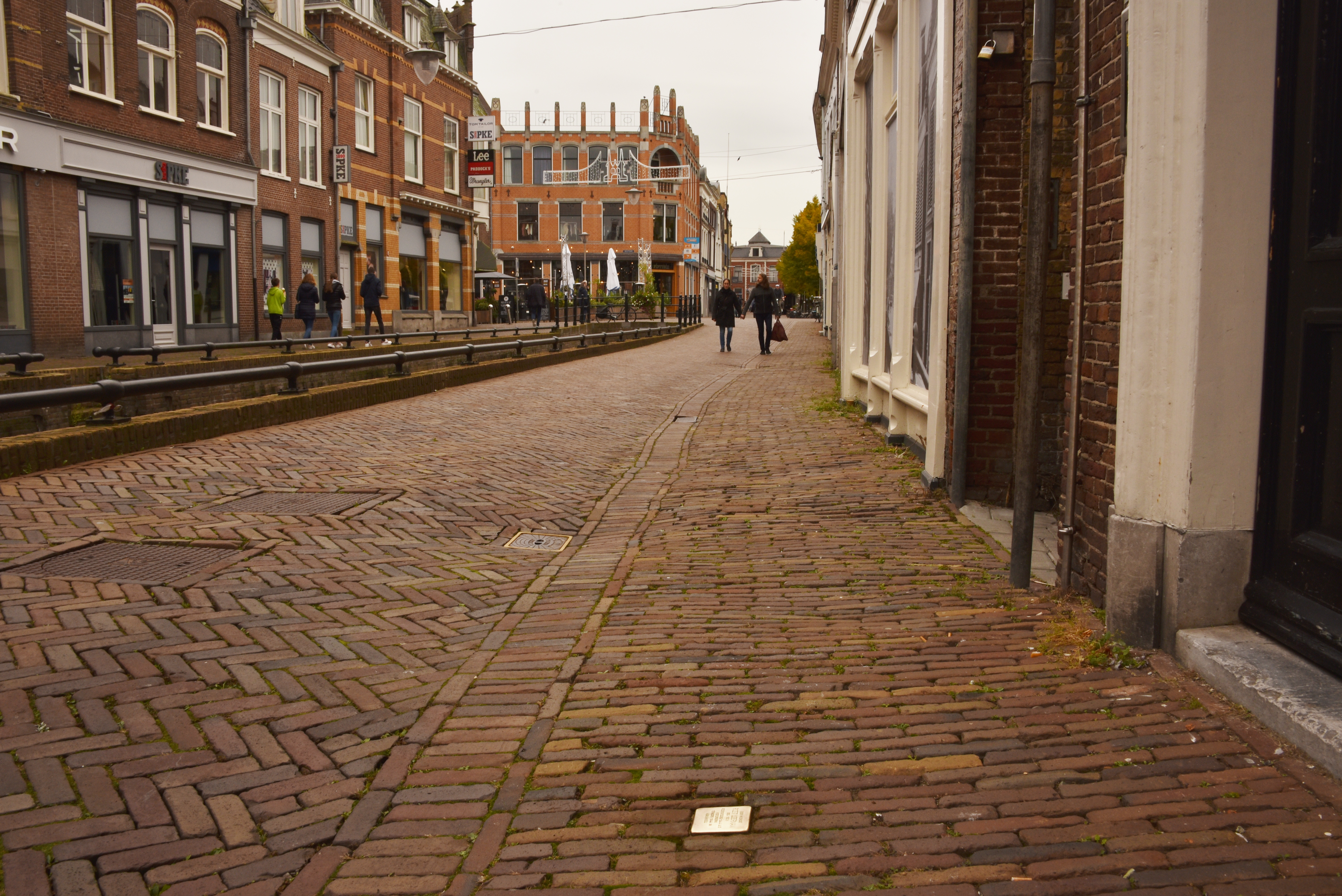
Stolperstein in Sneek

Die Liste der Stolpersteine in Südwest-Fryslân umfasst die Stolpersteine, die vom deutschen Künstler Gunter Demnig in Súdwest-Fryslân in der niederländischen Provinz Fryslân verlegt wurden. Stolpersteine sind Opfern des Nationalsozialismus gewidmet, all jenen, die vom NS-Regime drangsaliert, deportiert, ermordet, in die Emigration oder in den Suizid getrieben wurden. Demnig verlegt für jedes Opfer einen eigenen Stein, im Regelfall vor dem letzten selbst gewählten Wohnsitz.
Die Verlegung der ersten Stolpersteine in Súdwest-Fryslân fand am 20. April 2009 in Sneek statt.

## Verlegte Stolpersteine

### Sneek
Bislang wurden in Sneek 25 Stolpersteine an zwölf Anschriften verlegt. (Stand Oktober 2021)
| Stolperstein | Übersetzung | Verlegort                       | Name, Leben                                    |
| ------------ | --- | ------------------------------- | ---------------------------------------------- |
|              | HIER WOHNTE BEELTJE EKSTEIN- GODSCHALK GEBOREN 1862 DEPORTIERT 1942 AUS WESTERBORK ERMORDET 1942 IN AUSCHWITZ       | Sneek, Looxmagracht 8           | Beeltje Ekstein-Godschalk (1862–1942)          |
|              | HIER WOHNTE LION VAN GELDER GEB. 1869 DEPORTIERT 1942 AUS WESTERBORK ERMORDET 1942 IN AUSCHWITZ                     | Sneek, Julianastraat 17         | Lion van Gelder (1869–1942)                    |
|              | HIER WOHNTE CAROLINA VAN GELDER- BILDERBEEK GEB. 1890 DEPORTIERT 1942 AUS WESTERBORK ERMORDET 1942 IN AUSCHWITZ     | Sneek, Julianastraat 17         | Carolina van Gelder-Bilderbeek (1890–1942)     |
|              | HIER WOHNTE ROZET IJZERMAN GEB. 1926 DEPORTIERT 1944 AUS WESTERBORK ERMORDET 1944 IN AUSCHWITZ                      | Sneek, Suupmarkt 15             | Rozet Ijzerman (1926–1944)                     |
|              | HIER WOHNTE MAX KUYT GEB. 1895 DEPORTIERT 1942 AUS WESTERBORK ERMORDET 1942 IN AUSCHWITZ                            | Sneek, Parallelweg 21           | Max Kuyt (1895–1942)                           |
|              | HIER WOHNTE ELLA LEBENSTEIN GEB. 1907 DEPORTIERT 1942 AUS WESTERBORK ERMORDET 1942 IN AUSCHWITZ                     | Sneek, Parallelweg 21           | Ella Lebenstein (1907–1942)                    |
|              | HIER WOHNTE CLARA HANNA MENDELSON GEB. 1927 DEPORTIERT 1943 AUS WESTERBORK ERMORDET 1943 IN SOBIBOR                 | Sneek, Napjusstraat 58          | Clara Hanna Mendelson (1927–1942)              |
|              | HIER WOHNTE FREDERIKA MENDELSON GEB. 1883 DEPORTIERT 1943 AUS WESTERBORK ERMORDET 1943 IN SOBIBOR                   | Sneek, Napjusstraat 58          | Frederika Mendelson-Onderwijzer (1883–1943)    |
|              | HIER WOHNTE ISAÄC MENDELSON GEB. 1922 DEPORTIERT 1943 AUS WESTERBORK ERMORDET 1943 IN AUSCHWITZ                     | Sneek, Napjusstraat 58          | Isaäc Joseph Mendelson (1922–1943)             |
|              | HIER WOHNTE META CLARA MENDELSON GEB. 1919 DEPORTIERT 1943 AUS WESTERBORK ERMORDET 1943 IN AUSCHWITZ                | Sneek, Napjusstraat 58          | Meta Clara Mendelson (1919–1943)               |
|              | HIER WOHNTE EDUARD PINO GEB. 1890 DEPORTIERT 1943 AUS WESTERBORK ERMORDET 1943 IN AUSCHWITZ                         | Sneek, Kruizebroederstraat 47   | Eduard Pino (1890–1943)                        |
|              | HIER WOHNTE JAKOB PINO GEB. 1900 GEFANGEN GENOMMEN UND ERMORDET 1943 IM GEFÄNGNIS SCHEVENINGEN                      | Sneek, Kruizebroederstraat 47   | Jakob Pino (1900–1943)                         |
|              | HIER WOHNTE LINA PINO GEB. 1890 DEPORTIERT 1943 AUS WESTERBORK ERMORDET 1943 IN SOBIBOR                             | Sneek, Hoogend 1                | Lina Pino (1890–1943)                          |
|              | HIER WOHNTE MARGOT PINO GEB. 1920 DEPORTIERT 1943 AUS WESTERBORK ERMORDET 1943 IN AUSCHWITZ                         | Sneek, Kruizebroederstraat 47   | Margot Pino (1920–1943)                        |
|              | HIER WOHNTE MECHGELIEN PINO GEB. 1931 DEPORTIERT 1942 AUS WESTERBORK ERMORDET 1943 IN AUSCHWITZ                     | Sneek, Kruizebroederstraat 47   | Machelien Pino (1931–1943)                     |
|              | HIER WOHNTE ROOSJE PINO GEB. 1884 DEPORTIERT 1943 AUS WESTERBORK ERMORDET 1943 IN SOBIBOR                           | Sneek, Hoogend 1                | Roosje Pino (1884–1943)                        |
|              | HIER WOHNTE ERNA PINO-ADLER GEB. 1905 DEPORTIERT 1942 AUS WESTERBORK ERMORDET 1942 IN AUSCHWITZ                     | Sneek, Kruizebroederstraat 47   | Erna Pino-Adler (1905–1942)                    |
|              | HIER WOHNTE BERTA PINO-SICHEL GEB. 1893 DEPORTIERT 1943 AUS WESTERBORK ERMORDET 1943 IN AUSCHWITZ                   | Sneek, Kruizebroederstraat 47   | Berta Pino-Sichel (1893–1943)                  |
|              | HIER WOHNTE PHILP RODRIGUES GEB. 1902 DEPORTIERT 1942 AUS WESTERBORK ERMORDET 1942 IN AUSCHWITZ                     | Sneek, Eerste Oosterkade 9      | Philip Rodrigues II (1902–1942)                |
|              | HIER WOHNTE MORITZ ROTHSCHILD GEB. 1883 DEPORTIERT 1942 AUS WESTERBORK ERMORDET 1942 IN AUSCHWITZ                   | Sneek, Julianastraat 17         | Moritz Rothschild (1883–1942)                  |
|              | HIER WOHNTE BERTA ROTHSCHILD- GOLOMB GEB. 1891 DEPORTIERT 1942 AUS WESTERBORK ERMORDET 1942 IN AUSCHWITZ            | Sneek, Julianastraat 17         | Berta Rothschild-Golomb (1891–1942)            |
|              | HIER WOHNTE EMMA MARTINA TURKSEMA- VAN DER HOVE GEB. 1889 DEPORTIERT 1942 AUS WESTERBORK ERMORDET 1942 IN AUSCHWITZ | Sneek, Leeuwarderkade 21        | Emma Martina Turkesma-Van der Hove (1889–1942) |
|              | HIER WOHNTE LEVI NATHAN VELLEMAN GEB. 1862 DEPORTIERT 1942 AUS WESTERBORK ERMORDET 1942 IN AUSCHWITZ                | Sneek, Looxmagracht 8           | Levi Nathan Velleman (1862–1942)               |
|              | HIER WOHNTE ESTHER VAN DER VLIET-GUDEMA GEB. 1901 DEPORTIERT 1942 AUS WESTERBORK ERMORDET 1942 IN AUSCHWITZ         | Sneek, Waling Dijkstrastraat 53 | Esther van der Vliet-Gudema (1901–1942)        |
|              | HIER WOHNTE SAMUEL ZWART GEB. 1924 DEPORTIERT 1942 AUS WESTERBORK ERMORDET 1943 IN AUSCHWITZ                        | Sneek, Grote Kerkstraat 14      | Samuel Zwart (1924–1943)                       |

## Verlegedaten
Alle Stolpersteine von Sneek wurden persönlich vom Künstler verlegt, und zwar an folgenden Tagen:
- 20. April 2009: Hoogend, Korte Veemarktstraat 7, Kruizebroederstraat
- 11. April 2010: alle anderen Stolpersteine

In beiden Fällen waren zahlreiche Interessierte anwesend, darunter auch Angehörigen der Verstorbenen.